# Cục Công viên Quốc gia Hoa Kỳ
Cục Công viên Quốc gia, cũng gọi là Sở Công viên hay Sở Lâm viên (tiếng Anh: National Park Service hay viết tắt là NPS) là một cơ quan liên bang Hoa Kỳ đặc trách việc quản lý tất cả các công viên quốc gia, nhiều tượng đài quốc gia và các tài sản lịch sử khác. Nó được Quốc hội Hoa Kỳ thành lập ngày 25 tháng 8 năm 1916 qua Đạo luật Tổ chức Cục Công viên Quốc gia.
Đây là một cơ quan phụ thuộc của Bộ Nội vụ Hoa Kỳ, một bộ hành pháp liên bang do Bộ trưởng Nội vụ Hoa Kỳ lãnh đạo. Bộ trưởng được Tổng thống Hoa Kỳ đề cử nhưng phải được Thượng viện Hoa Kỳ biểu quyết xác nhận. Đa số công việc quản lý trực tiếp Cục Công viên Quốc gia được Bộ trưởng Nội vụ giao cho Giám đốc Cục Công viên Quốc gia và người này cũng phải được Thượng viện Hoa Kỳ biểu quyết xác nhận.
21.989 nhân viên của Cục Công viên Quốc gia trông coi 394 đơn vị trong số đó có 58 đơn vị được liệt kê là công viên quốc gia.

## Lịch sử

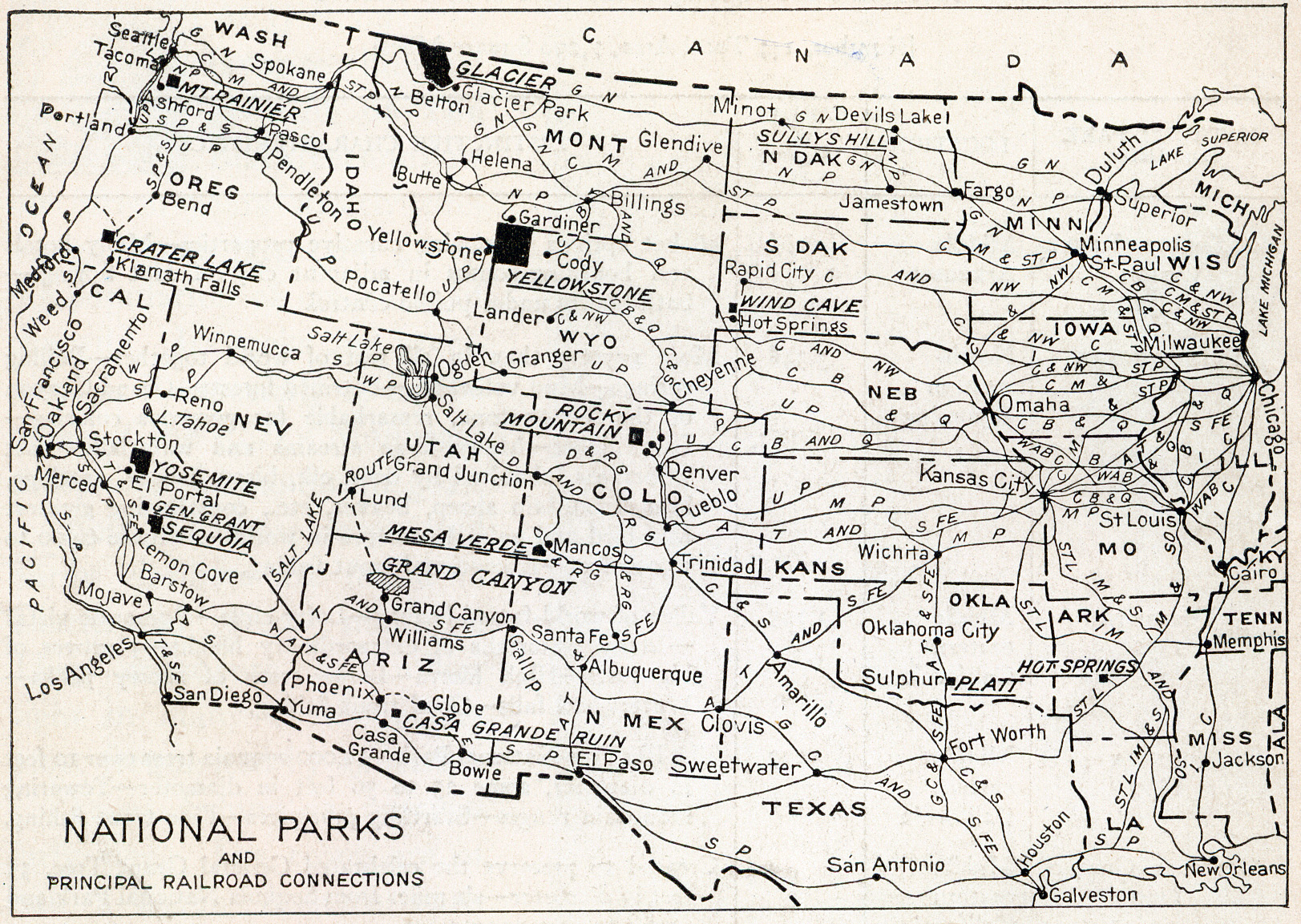
Năm 1916, một danh mục gồm 9 công viên lớn được xuất bản để tạo sự chú ý quan tâm. Được in trên mỗi sách hướng dẫn nhỏ là một bản đồ biểu thị các công viên và các tuyến đường sắt chính nối liền chúng.

Ban đầu các công viên quốc gia và tượng đài quốc gia tại Hoa Kỳ được quản lý riêng rẻ dưới sự trợ giúp của Bộ Nội vụ Hoa Kỳ. Phong trào yêu gọi thành lập một cơ quan độc lập để trông coi các vùng đất liên bang này được nhà hoạt động bảo tồn thiên nhiên kiêm trùm thương mại Stephen Mather cũng như J. Horace McFarland dẫn đầu. Với sự giúp đỡ của nhà báo Robert Sterling Yard, Mather mở một cuộc vận động rình rang với Bộ Nội vụ Hoa Kỳ. Họ viết vô số bài viết ca ngợi chất lượng quang cảnh của những công viên và sự khả dĩ của chúng đối với lợi ích giải trí, cảm hứng và giáo dục. Chiến dịch này đạt được kết quả là việc thành lập một Cục Công viên Quốc gia. Ngày 15 tháng 8 năm 1916, Tổng thống Hoa Kỳ Woodrow Wilson ký một đạo luật thành lập một cơ quan "để bảo tồn cảnh quang, vật thể lịch sử và tự nhiên và đời sống hoang dã nằm bên trong..." Mather trở thành giám đốc đầu tiên của Cục Công viên Quốc gia mới thành lập.
Ngày 3 tháng 3 năm 1933, Tổng thống Herbert C. Hoover ký Đạo luật Tái tổ chức 1933. Đạo luật cho phép tổng thống tái tổ chức ngành hành pháp của chính phủ Hoa Kỳ. Cho đến cuối mùa hè năm đó tân tổng thống Franklin D. Roosevelt mới sử dụng quyền lực này. Phó giám đốc Horace M. Albright đề nghị với Tổng thống Roosevelt rằng những địa danh lịch sử từ Nội chiến Hoa Kỳ nên để cho Cục Công viên Quốc quản lý hơn là Bộ Chiến tranh Hoa Kỳ. Tổng thống Roosevelt đồng ý và chỉ thị bằng các lệnh hành pháp để thực hiện việc này. Hai lệnh hành pháp không chỉ thuyên chuyển tất cả những địa danh lịch sử của Bộ Chiến tranh sang cho Cục Công viên Quốc gia mà còn có các tượng đài quốc gia do Bộ Nông nghiệp Hoa Kỳ quản lý và những công viên bên trong và xung quanh thủ đô Washington D.C. vốn được một văn phòng độc lập điều hành trước đó.

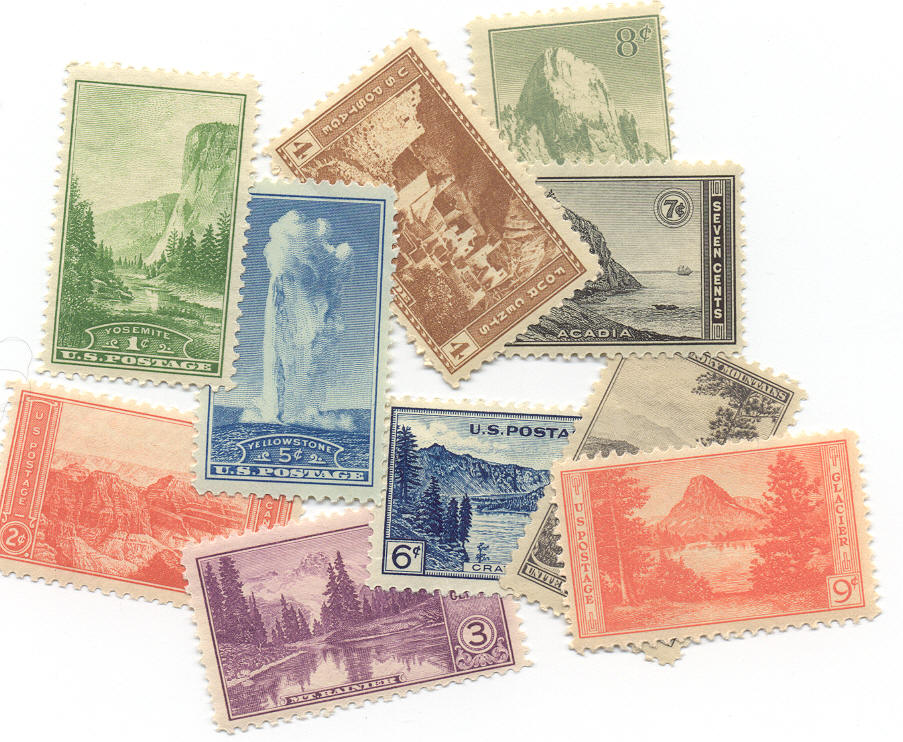
Năm 1934, một bộ gồm 10 con tem được phát hành để kỷ niệm cuộc cải tổ và mở rộng Cục Công viên Quốc gia.

Năm 1951, Conrad Wirth trở thành giám đốc Cục Công viên Quốc gia và tiến hành làm việc để nâng các cơ sở vật chất công viên lên tiêu chuẩn mà công chúng mong đợi. Nhu cầu công viên sau Chiến tranh thế giới thứ hai đã khiến cho các công viên quá tải không thể đáp ứng được nhu cầu. Năm 1952, với sự ủng hộ của Tổng thống Dwight D. Eisenhower, ông bắt đầu Sứ mệnh 66, đó là một nỗ lực dài 10 năm nâng cấp và mở rộng các cơ ngơi công viên để kỷ niệm 50 Cục Công viên. Những công viên mới được đưa vào để bảo tồn những tài nguyên độc đáo. Các cơ ngơi công viên hiện có được nâng cấp và mở rộng.
Năm 1966, khi Cục Công viên tròn 50 tuổi, công việc được tập trung nhắm đến là: chuyển từ bảo tồn quang cảnh tuyệt với và vĩ đại với những nét tự nhiên độc đáo của chúng sang việc tạo cơ hội thuận tiện cho công chúng có thể dễ dàng đến được các công viên (thí dụ mở đường và xây lối vào các khu rừng công viên). Giám đốc George Hartzog bắt đầu tiến hành thành lập các bờ hồ quốc gia sau đó đến các Khu giải trí Quốc gia Hoa Kỳ. Đến cuối thế kỷ 20, vô số Các khu Di sản Quốc gia Hoa Kỳ trải rộng khắp đất nước, bảo tồn những công viên địa phương cho người dân địa phương.

## Các giám đốc

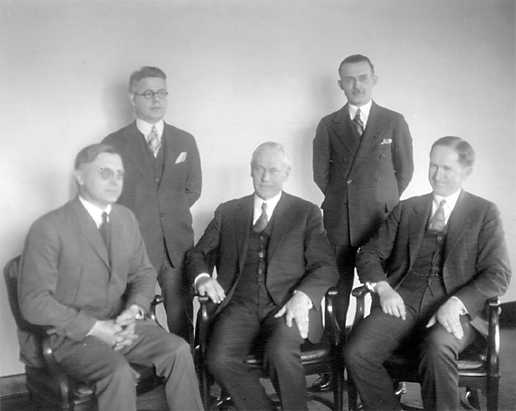
Stephen Mather (giữa) và ban nhân sự của ông năm 1927 hay 1928

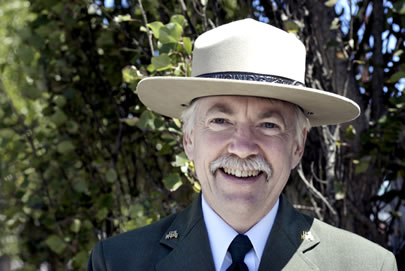
Jon Jarvis, Giám đốc Cục Công viên Quốc gia

|         | Tên                    | Nhiệm kỳ             | Nhiệm kỳ                 |
| Bắt đầu | Tên                    | Kết thúc             |                          |
| ------- | ---------------------- | -------------------- | ------------------------ |
| 1       | Stephen Mather         | 16 tháng 5 năm 1917  | 8 tháng 1 năm 1929       |
| 2       | Horace M. Albright     | 12 tháng 1 năm 1929  | 9 tháng 8 năm 1933       |
| 3       | Arno B. Cammerer       | 10 tháng 8 năm 1933  | 9 tháng 8 năm 1940       |
| 4       | Newton B. Drury        | 20 tháng 8 năm 1940  | 31 tháng 3 năm 1951      |
| 5       | Arthur E. Demaray      | 1 tháng 4 năm 1951   | 8 tháng 12 năm 1951      |
| 6       | Conrad L. Wirth        | 9 tháng 12 năm 1951  | 7 tháng 1 năm 1964       |
| 7       | George B. Hartzog, Jr. | 9 tháng 1 năm 1964   | 31 tháng 12 năm 1972     |
| 8       | Ronald H. Walker       | 7 tháng 1 năm 1973   | 3 tháng 1 năm 1975       |
| 9       | Gary Everhardt         | 13 tháng 1 năm 1975  | 27 tháng 5 năm 1977      |
| 10      | William J. Whalen      | 5 tháng 7 năm 1977   | 13 tháng 5 năm 1980      |
| 11      | Russell E. Dickenson   | 15 tháng 5 năm 1980  | 3 tháng 3 năm 1985       |
| 12      | William Penn Mott, Jr. | 17 tháng 5 năm 1985  | 16 tháng 4 năm 1989      |
| 13      | James M. Ridenour      | 17 tháng 4 năm 1989  | 20 tháng 1 năm 1993      |
| 14      | Roger G. Kennedy       | 1 tháng 6 năm 1993   | ngày 29 tháng 3 năm 1997 |
| 15      | Robert Stanton         | 4 tháng 8 năm 1997   | tháng 1 năm 2001         |
| 16      | Fran P. Mainella       | 18 tháng 7 năm 2001  | 15 tháng 10 năm 2006     |
| 17      | Mary A. Bomar          | 17 tháng 10 năm 2006 | 20 tháng 1 năm 2009      |
| 18      | Jonathan Jarvis        | 24 tháng 9 năm 2009  | đến nay                  |

## Hệ thống công viên quốc gia

Những hình biểu thị mẫu của Cục Công viên Quốc gia Hoa Kỳ

Hệ thống Công viên Quốc gia là thuật ngữ diễn tả tập hợp tất cả các đơn vị được Cục Công viên Quốc gia Hoa Kỳ quản lý. Tên gọi hay từ chỉ định một đơn vị không cần phải có thuật từ park (công viên); thật vậy, đa số không có thuật từ này. Hệ thống bao gồm khoảng 84,4 triệu mẫu Anh (338.000 km²) trong đó hơn 4,3 triệu mẫu Anh (17.000 km²) thuộc sở hữu tư nhân. Đơn vị lớn nhất là Khu bảo tồn và Công viên Quốc gia Wrangell-St. Elias ở tiểu bang Alaska. Với 13.200.000 mẫu Anh (53.000 km²), nó chiếm trên 16 % toàn hệ thống. Đơn vị nhỏ nhất trong hệ thống là Đài tưởng niệm Quốc gia Thaddeus Kosciuszko ở tiểu bang Pennsylvania, chỉ chiếm 0,02 mẫu Anh (80 m²).
Hệ thống Công viên Quốc gia Hoa Kỳ (NPS) gồm có tất cả những tài sản được Cục Công viên Quốc gia Hoa Kỳ quản lý. Toàn bộ hệ thống được xem là một kho tàng quốc gia của Hoa Kỳ. Một số các đài tưởng niệm và công viên quốc gia nổi tiếng hơn thì đôi khi được ví như "châu báu đế vương".
Ngoài việc quản lý những đơn vị và các tài sản khác, Cục Công viên Quốc gia Hoa Kỳ cũng cung cấp hỗ trợ tài trợ và kỹ thuật cho một số "khu vực liên kết" mà Quốc hội cho phép. Khu vực liên kết lớn  nhất là Khu bảo tồn Quốc gia Rừng thông New Jersey với 1.164.025 mẫu Anh (4711 km²). Khu nhỏ nhất là Đài tưởng niệm Quốc gia Benjamin Franklin với ít nhất 0,01 mẫu Anh.
Mặc dù tất cả đơn vị của Hệ thống Công viên Quốc gia tại Hoa Kỳ là trách nhiệm của một cơ quan đơn độc nhưng tất cả được quản lý dưới những mảng luật pháp ủy quyền riêng biệt, hoặc trong trường hợp của những đài tưởng niệm quốc gia được thành lập dựa theo Đạo luật Antiquities, là đạo luật cho phép tổng thống ban hành lệnh hành pháp cho từng đài tưởng niệm. Thí dụ, vì những điều khoản bên trong luật thẩm quyền của chúng khác biệt nên Công viên Quốc gia Congaree gần như hoàn toàn là khu hoang dã trong khi đó Công viên Quốc gia Yosemite cho phép có những khu vực phát triển riêng biệt như Khu trượt tuyết Badger Pass và Đập O'Shaughnessy bên trong ranh giới của nó. Công viên Quốc gia Death Valley có hầm mỏ còn hoạt động được luật pháp cho phép trong ranh giới của nó. Những sự bất thường như thế không thể tìm thấy ở các công viên khác trừ khi được luật tạo ra chúng nêu rõ.
Nhiều công viên thu lệ phí vào cổng từ 3 đến 25 US$ mỗi tuần. Du khách có thể mua vé tham quan liên-cơ quan liên bang trọn năm, được biết đến với cái tên là "America the Beautiful – National Parks and Federal Recreational Lands Pass" (tạm dịch là vé thông hành tham quan tất cả khu giải trí liên bang, công viên quốc gia - nước Mỹ xinh đẹp), cho phép vào cửa vô giới hạn tại những khu vực thu phí liên bang (Cục Kiểm lâm Hoa Kỳ, Cục Công viên Quốc gia Hoa Kỳ, Cục Hoang dã và Cá Hoa Kỳ, Cục Quản lý Đất Hoa Kỳ, và Cục Quản lý Nguồn nước Hoa Kỳ) với giá $80 một năm. Vé thông hành này chỉ áp dụng vào cổng mà thôi. Những lệ phí khác như cắm trại, vào khu vực phía sau miền quê vẫn phải trả thêm. Các công dân Mỹ trên 62 tuổi có thể mua mẫu vé tương tự với giá giảm là $10, và công dân tàn tật có thể nhận được vé miễn phí.

### Các công viên quốc gia

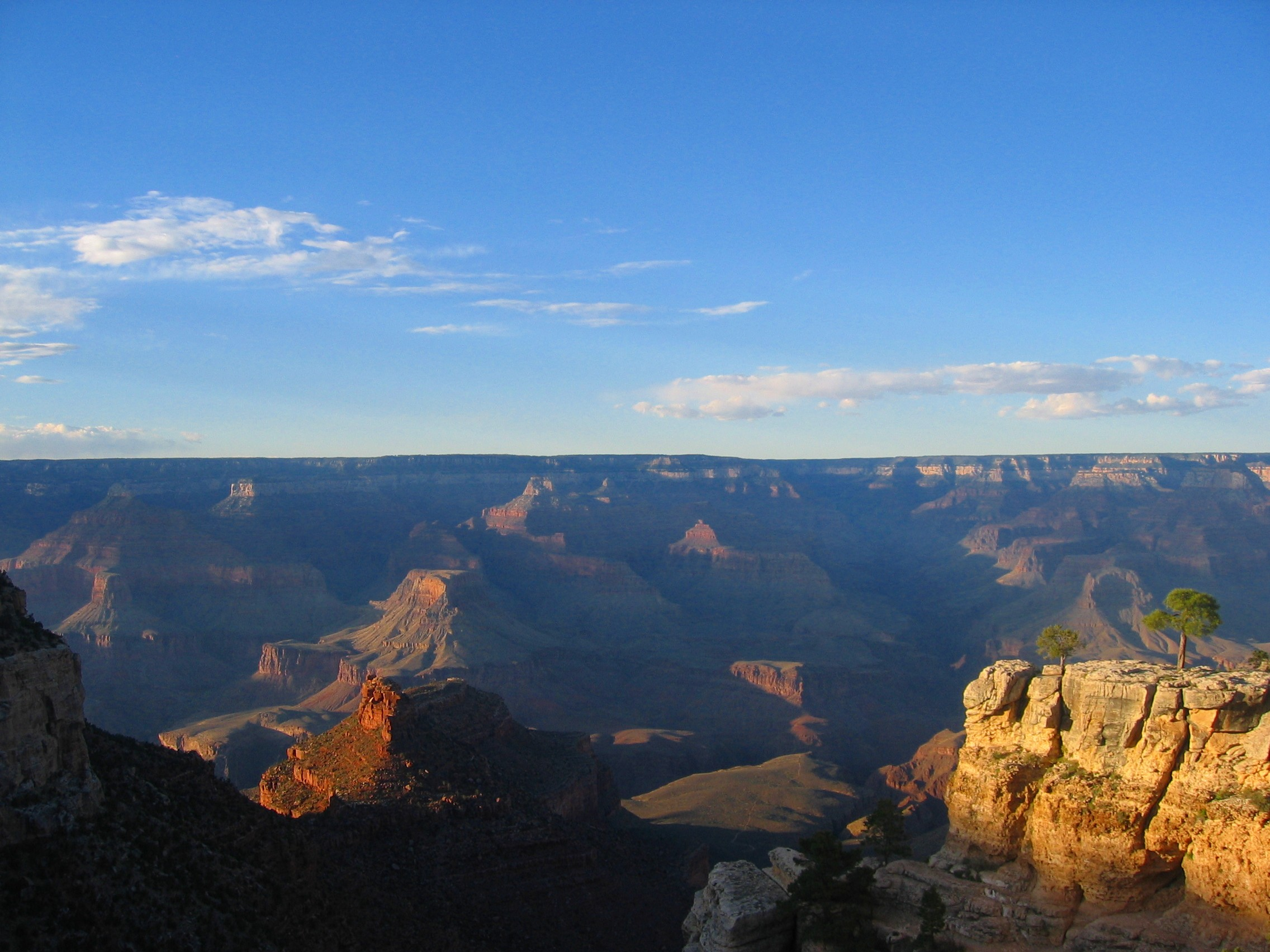
Vành đai phía nam thung lũng trong Công viên Quốc gia Grand Canyon.

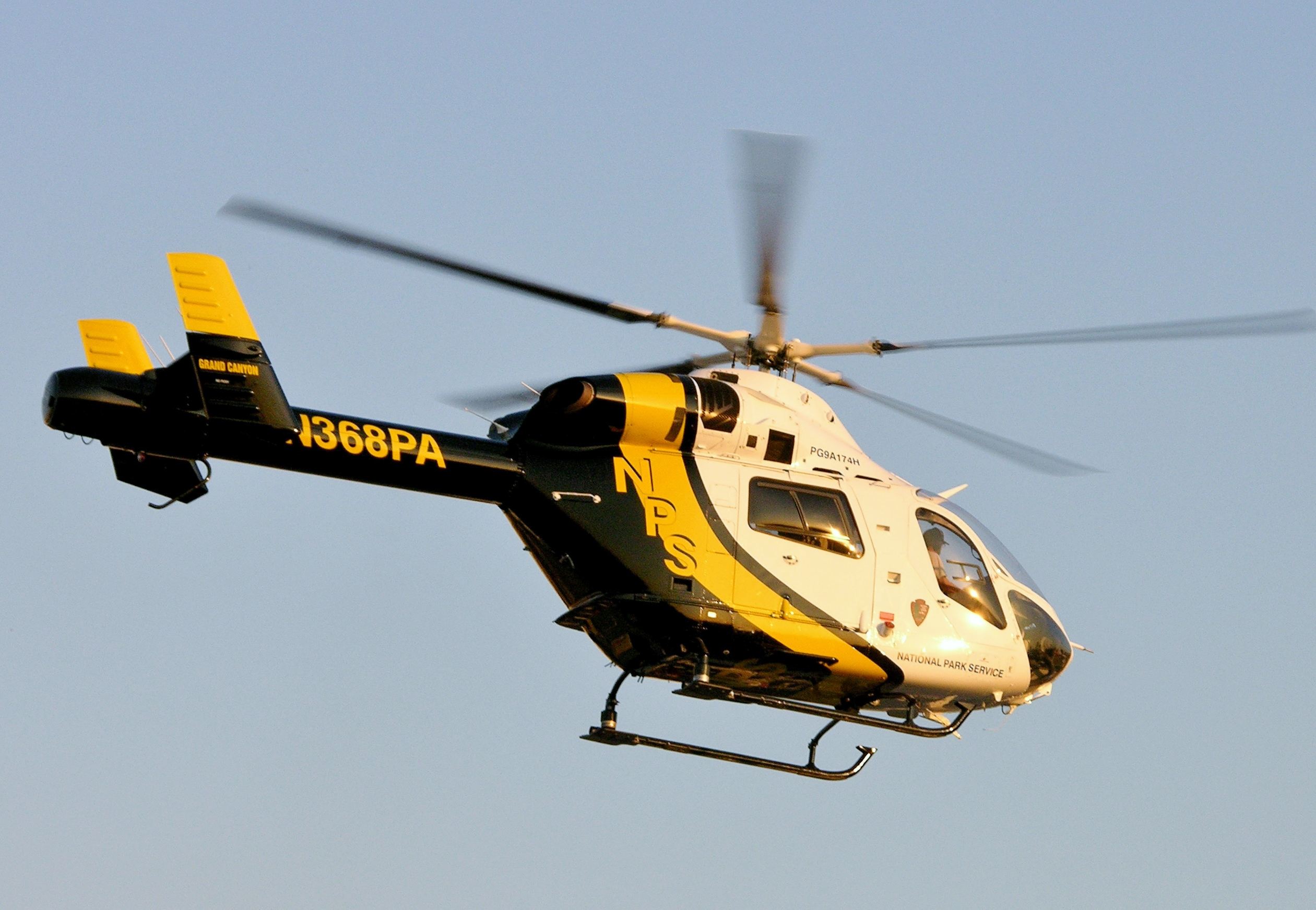
Một máy bay trực thăng MD 900 của Cục Công viên Quốc gia Hoa Kỳ

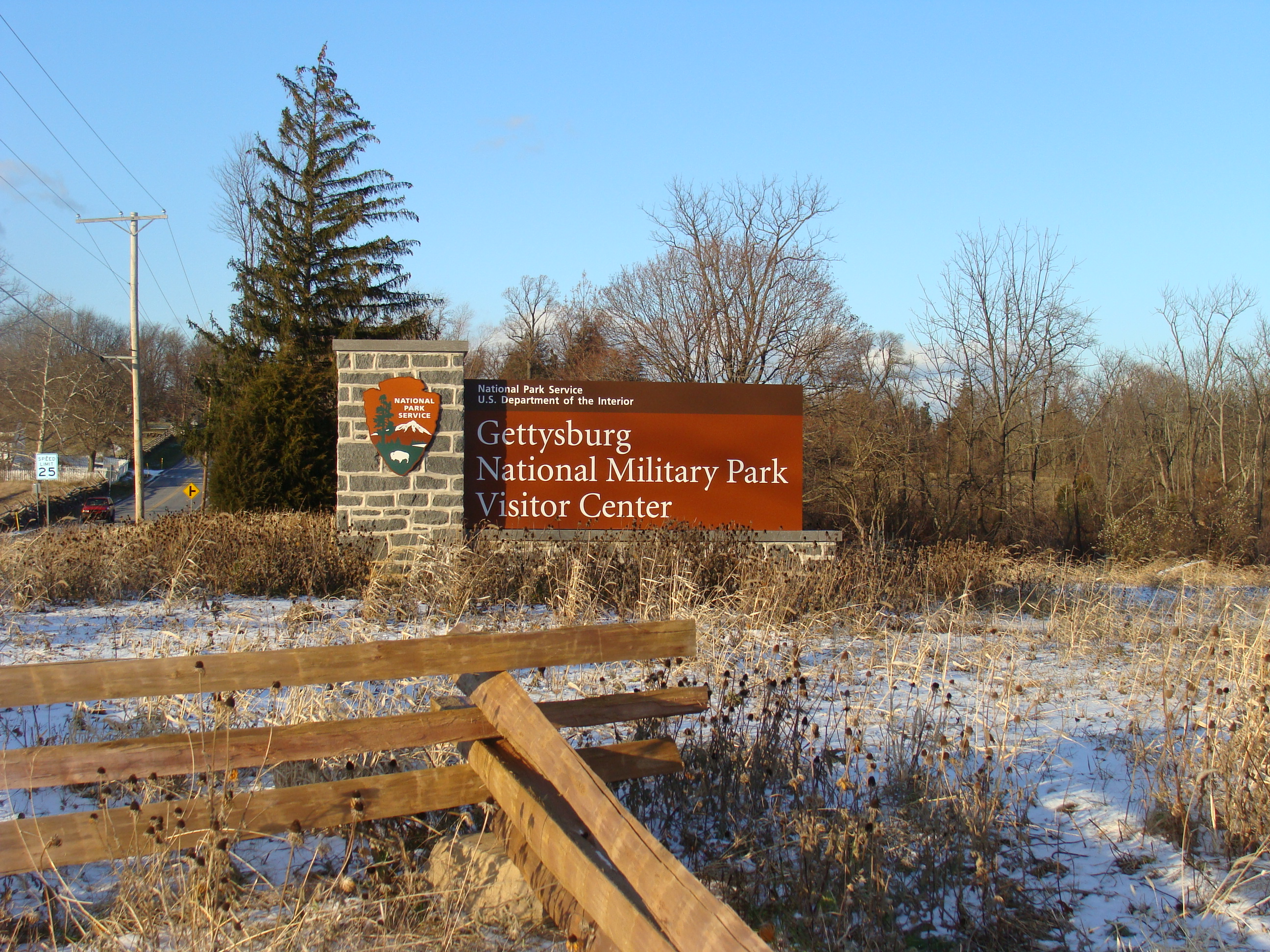
Mùa đông ở Bãi chiến trường Gettysburg

Từ khi được thành lập vào năm 1916, Cục Công viên Quốc gia Hoa Kỳ đã và đang quản lý từng công viên quốc gia của Hoa Kỳ, và số lượng công viên quốc gia ngày càng gia tăng theo năm tháng lên đến 58.
Công viên Quốc gia Yellowstone là công viên quốc gia đầu tiên trên thế giới. Năm 1872, không có chính quyền tiểu bang nào quản lý nó, vì vậy chính phủ liên bang Hoa Kỳ nhận quyền kiểm soát trực tiếp. Công viên Quốc gia Yosemite khởi đầu là một công viên tiểu bang; khu vực đất của công viên được chính phủ liên bang trao tặng cho tiểu bang California năm 1864 để cùng nhau bảo tồn. Yosemite sau đó được giao trở về liên bang quản lý.
Đầu tiên, mỗi công viên quốc gia được quản lý một cách độc lập với một mức độ thành công khác nhau. Tại Yellowstone, ban nhân sự thuộc giới dân sự được thay thế bởi Lục quân Hoa Kỳ năm 1886. Vì có những sự bất thường trong việc quản lý những kho tàng quốc gia này nên Stephen Tyng Mather đã thỉnh cầu chính phủ liên bang Hoa Kỳ cải thiện tình hình. Để đáp lại lời thỉnh cầu đó, Bộ trưởng Nội vụ Hoa Kỳ Franklin K. Lane thách thức ông vận động hành lang để thành lập một cơ quan mới, Cục Công viên Quốc gia, để quản lý tất cả các công viên quốc gia và một số tượng đài quốc gia. Mather thành công khi Đạo luật Tổ chức Cục Công viên Quốc gia Hoa Kỳ được thông qua năm 1916. Sau đó, cơ quan này được phép quản lý đối với các khu vực bảo vệ khác.

### Tài sản nắm giữ của Cục Công viên Quốc gia Hoa Kỳ
Để biết những chi tiết hiện tại và đa thông tin, xin xem Phần nói về Các dữ liệu tóm lược trong website của Cục Công viên Quốc gia Hoa Kỳ.
| Loại                                  | Số lượng           | Số lượng      |
| ------------------------------------- | ------------------ | ------------- |
| Mẫu Anh đất                           | 84.000.000 mẫu Anh | 34.000.000 ha |
| Mẫu Anh đại dương, hồ, hồ chứa        | 4.502.644 mẫu Anh  | 1.822.155 ha  |
| Số dặm Anh sông và suối               | 85.049 dặm Anh     | 136.873 km    |
| Khu khảo cổ                           | 68.561             |               |
| Dặm bờ nước (biển, hồ, sông)          | 43.162 dặm Anh     | 69.463 km     |
| Công trình kiến trúc lịch sử          | 27.000             |               |
| Vật thể trong các bộ sưu tập bảo tàng | 121.603.193        |               |
| Tòa nhà                               | 21.000             |               |
| Đường mòn                             | 12.250 dặm Anh     | 19.710 km     |
| Đường lộ                              | 8.500 dặm Anh      | 13.700 km     |

### Tiêu chuẩn
Các công viên quốc gia tại Hoa Kỳ chỉ được thành lập bằng một đạo luật của Quốc hội Hoa Kỳ. Tuy nhiên tổng thống có thể ấn định và bảo vệ các khu vực thành các Tượng đài Quốc gia bẳng lệnh hành pháp theo Đạo luật Antiquities. Đa số được thành lập theo một đạo luật của Quốc hội Hoa Kỳ với sự xác nhận của tổng thống bằng cách ký đạo luật thành luật. Không kể phương thức nào được sử dụng, tất cả các công viên phải có tầm quan trọng quốc gia.
Một công viên tiềm năng phải hội đủ tất cả bốn tiêu chuẩn sau đây:
- Nó là một mẫu hình nổi bật về một loại tài nguyên đặc biệt.
- Nó có giá trị hay chất lượng vượt bậc trong việc minh họa hay diễn giải về đề tài văn hóa hay thiên nhiên của di sản quốc gia.
- Nó mang lại những cơ hội tột bực cho giải trí, cho công chúng sử dụng và thưởng thức, hoặc cho nghiên cứu khoa học.
- Nó vẫn giữ được mức độ nguyên vẹn cao như một mẫu hình tài nguyên thật sự, chính xác và tương đối không bị xâm hại.

## Ấn định tên gọi đặc biệt
Các khu hoang dã được quản lý bởi Hệ thống Bảo tồn Hoang dã Quốc gia Hoa Kỳ, đây là cơ quan bảo vệ những vùng đất hoang sơ của liên bang quản lý. Những khu hoang dã này được thiết lập theo Đạo luật Wilderness (Công luật Hoa Kỳ 88-577) vào năm 1964. Ban đầu Hệ thống Bảo tồn Hoang dã Quốc gia Hoa Kỳ tạo ra hàng trăm vùng hoang dã bên trong những tài sản đã được liên quan quản lý và bảo vệ với tổng số diện tích lên trên 9 triệu mẫu Anh (36.000 km²).
Các khu vực biển được bảo vệ (Hoa Kỳ) (Marine Protected Areas hay viết tắt là MPAs) tại Hoa Kỳ bắt đầu bằng Lệnh hành pháp 13158 vào tháng 5 năm 2000 khi MPAs chính thức được thành lập lần đầu tiên. Danh sách ban đầu của "các khu vực biển được bảo vệ" ra mắt vào năm 2010, gồm có những khu vực đã được thành lập dưới các đạo luật khác. Cục Công viên Quốc gia Hoa Kỳ có 19 đơn vị công viên được ấn định là MPAs. Những khu vực này là:
- Tượng đài Quốc gia Buck Island Reef
- Tượng đài Quốc gia Cabrillo
- Bờ biển Quốc gia Canaveral
- Bờ biển Quốc gia Cape Cod
- Bờ biển Quốc gia Cape Hatteras
- Bờ biển Quốc gia Cape Lookout
- Bờ biển Quốc gia Fire Island
- Khu Giải trí Quốc gia Gateway
- Khu Giải trí Quốc gia Golden Gate
- Bờ hồ Quốc gia Indiana Dunes
- Khu bảo tồn và Công viên Lịch sử Quốc gia Jean Lafitte
- Công viên Lịch sử Quốc gia Kalaupapa
- Công viên Lịch sử Quốc gia Kaloko-Honokahau
- Công viên Quốc gia Samoa thuộc Mỹ
- Công viên Quốc gia Olympic
- Bờ hồ Quốc gia Pictured Rocks
- Khu bảo tồn Sinh thái và Công viên Lịch sử Quốc gia Salt River Bay
- Công viên Lịch sử Quốc gia San Juan Island
- Bờ hồ Quốc gia Sleeping Bear Dunes